# Cyrus de Phase
Pour les articles homonymes, voir Cyr.
Cyrus de Phase (appelé aussi en français Cyr) est un prélat de l'Église byzantine, né à une date inconnue, mort à Alexandrie le 21 mars 642, patriarche melkite d'Alexandrie de 631 à sa mort.

## Biographie
Il était évêque de la ville de Phase (ou Phasis) en Lazique (actuellement Poti, en Géorgie), quand l'empereur Héraclius le rencontra en 626 et s'efforça de le rallier à sa politique de compromis entre les partisans du concile de Chalcédoine et les monophysites par la formule du monoénergisme, élaborée par le patriarche de Constantinople Serge Ier de Constantinople et l'évêque Théodore de Pharan. Il fut au début très réticent, et entra en relation épistolaire avec Serge Ier. Celui-ci parvint à le convaincre par une lettre très détaillée, où il reprenait une lettre du patriarche Mennas au pape Vigile parlant d'« une opération et une volonté » (mia energeia kai mia thelêsis) dans le Christ, et interprétait d'une manière inaccoutumée une phrase du pape Léon Ier (Agit enim utraque forma in alterius communione quod proprium est étant lu, non pas « Chaque nature accomplit ce qui lui est propre en communion avec l'autre », avec utraque forma au nominatif, mais « [Le Christ] accomplit ce qui lui est propre avec chaque nature en communion avec l'autre », utraque forma étant ici à l'ablatif, ce qui rend la phrase compatible avec le monoénergisme). Cyrus devint bientôt un ardent partisan de la nouvelle formule.
En 631, après la rétrocession de l'Égypte à l'Empire byzantin par les Perses, Cyrus fut nommé à la fois patriarche d'Alexandrie et préfet de la province, avec les pleins pouvoirs pour obtenir le ralliement de la majorité « monophysite » (en fait sévérienne) de la population à l'Église officielle. Cyrus recourut rapidement à une politique très brutale de persécution des récalcitrants, qui obligea le patriarche copte Benjamin Ier à entrer dans la clandestinité. Cependant, en mai-juin 633, il parvint à réunir un synode avec un certain nombre d'évêques de l'Église copte, et il y fit adopter un acte d'union en neuf articles, appelé Plêrophoria (« Pleine satisfaction »), où on lit à l'article 7 : « L'unique et même Christ, le Fils, accomplit les œuvres propres à Dieu et à l'homme en une seule opération divino-humaine (mia theandrikê energeia) ».
Au lendemain de cet accord, la persécution violente des fidèles non ralliés de l'Église copte semble s'être encore renforcée. D'autre part, le monoénergisme commença à rencontrer des oppositions sérieuses parmi les défenseurs du concile de Chalcédoine : les membres ralliés de l'Église copte déclaraient d'ailleurs que ce n'était pas eux qui étaient allés vers Chalcédoine, mais Chalcédoine qui était allé vers eux. Le moine palestinien Sophrone de Jérusalem prit la tête des partisans du concile de Chalcédoine dénonçant la Plêrophoria comme un ralliement doctrinal au monophysisme ; fin 633 ou début 634, il fut élu patriarche de Jérusalem.
Sophrone s'était engagé devant Serge Ier de Constantinople à cesser d'attaquer Cyrus en échange d'un décret appelé Psêphos qui ordonnait, maintenant l'union réalisée, de cesser de parler d'une ou deux « opérations » dans le Christ. Mais il s'en prit à l'archevêque de Chypre Arcadius, partisan lui aussi du monoénergisme. Un synode fut organisé à Chypre où se rendit personnellement le patriarche Cyrus, avec des représentants des patriarches Sophrone et Serge Ier et du pape Honorius Ier. Ce synode n'aboutit qu'à un constat de désaccord entre les deux partis.
Cependant, le patriarche Serge Ier et le pape Honorius Ier s'entendirent par courrier sur le fait qu'il fallait abandonner toute référence à une ou deux « opérations », mais qu'on pouvait en revanche parler d'une seule volonté (thelêsis) dans le Christ. Serge Ier rédigea alors une formule dogmatique appelée Ecthèse, qui fut contresignée par Cyrus et qui, placardée dans le narthex de Sainte-Sophie en septembre ou octobre 638, devint la nouvelle doctrine officielle de l'Église byzantine : le monothélisme.
Cependant la conquête par les musulmans de provinces entières de l'Empire byzantin avait commencé. En décembre 639, le général musulman Amr ibn al-As pénétra en Égypte ; pendant l'été 640, il écrasa les troupes byzantines de la province à la bataille d'Héliopolis, au nord de la forteresse de Babylone d'Égypte où s'étaient réfugiés Cyrus, à la fois patriarche et préfet, et Théodore, commandant militaire. Cyrus ouvrit des négociations avec le général musulman, qui aboutirent en octobre à un accord de cessation des combats moyennant le paiement d'un tribut. Cyrus se rendit en novembre à Constantinople pour soumettre cet accord à l'empereur Héraclius. Celui-ci, furieux, rejeta l'accord et destitua Cyrus.
Héraclius mourut le 11 février 641. Son successeur Constantin III, puis, après la mort de celui-ci le 25 mai, l'impératrice régente Martine rappelèrent Cyrus, qui était de retour à Alexandrie le 14 septembre 641. La ville était assiégée par les troupes d'Amr ibn al-As, et Cyrus ne put rien faire d'autre que de signer un accord de capitulation en octobre ou novembre, qui laissait aux fidèles de l'Empire onze mois pour quitter la ville avant l'entrée des troupes musulmanes. Amr ibn al-As entra à Alexandrie le 29 septembre 642. Entre-temps, Cyrus y était mort le 21 mars.

## Sources
"Cyrus (631–641)". Official web site of the Greek Orthodox Patriarchate of Alexandria and All Africa. Retrieved 2011-02-07.